# فارکس کلاب
فارکس کلاب (انگلیسی: Forex Club) شرکت خدمات مالی روس است، که در سال ۱۹۹۷ تأسیس شد.